# Петровна, Соня
Соня Петровна (также Петрова) (род. 13 января 1952, Париж) — французская актриса театра, кино и телевидения.

## Биография
Родилась в Париже, в семье выходцев из России. В возрасте 6 лет начала заниматься балетом. До 14 лет училась в балетной школе Парижской оперы. Впоследствии участвовала в нескольких постановках балетмейстера Ролана Пети.
В возрасте 13 лет начала сниматься в кино. Наиболее значимыми работами в её кинокарьере стали Ванина Абати в криминальной мелодраме «Первая ночь покоя», где она сыграла вместе с Аленом Делоном и принцесса София в фильме Лукино Висконти «Людвиг», где её партнёрами были Хельмут Бергер и Роми Шнайдер. Оба фильма вышли на экран в 1972 году.